# Incontri ufficiali della nazionale maschile di calcio della Russia
Questa è la Cronologia completa delle partite ufficiali della nazionale di calcio della Russia dal 1912 ad oggi.

## Partite dal 1912 al 1914
| Cronologia completa delle presenze e delle reti in nazionale ― Russia | Cronologia completa delle presenze e delle reti in nazionale ― Russia | Cronologia completa delle presenze e delle reti in nazionale ― Russia | Cronologia completa delle presenze e delle reti in nazionale ― Russia | Cronologia completa delle presenze e delle reti in nazionale ― Russia | Cronologia completa delle presenze e delle reti in nazionale ― Russia | Cronologia completa delle presenze e delle reti in nazionale ― Russia | Cronologia completa delle presenze e delle reti in nazionale ― Russia |
| Data                                                                  | Città                                                                 | In casa                                                               | Risultato                                                             | Ospiti                                                                | Competizione                                                          | Reti                                                                  | Note                                                                  |
| --------------------------------------------------------------------- | --------------------------------------------------------------------- | --------------------------------------------------------------------- | --------------------------------------------------------------------- | --------------------------------------------------------------------- | --------------------------------------------------------------------- | --------------------------------------------------------------------- | --------------------------------------------------------------------- |
| 30-6-1912                                                             | Stoccolma                                                             | Finlandia                                                             | 2 – 1                                                                 | Russia                                                                | Olimpiadi 1912                                                        | -                                                                     |                                                                       |
| 1-7-1912                                                              | Solna                                                                 | Germania                                                              | 16 – 0                                                                | Russia                                                                | Olimpiadi 1912                                                        | -                                                                     |                                                                       |
| 3-7-1912                                                              | Stoccolma                                                             | Norvegia                                                              | 2 – 1                                                                 | Russia                                                                | Amichevole                                                            | -                                                                     |                                                                       |
| 14-7-1912                                                             | Mosca                                                                 | Russia                                                                | 0 – 12                                                                | Ungheria                                                              | Amichevole                                                            | -                                                                     |                                                                       |
| 4-5-1913                                                              | Mosca                                                                 | Russia                                                                | 1 – 4                                                                 | Svezia                                                                | Amichevole                                                            | -                                                                     |                                                                       |
| 14-9-1913                                                             | Mosca                                                                 | Russia                                                                | 1 – 1                                                                 | Norvegia                                                              | Amichevole                                                            | -                                                                     |                                                                       |
| 5-7-1914                                                              | Solna                                                                 | Svezia                                                                | 2 – 2                                                                 | Russia                                                                | Amichevole                                                            | -                                                                     |                                                                       |
| 12-7-1914                                                             | Kristiania                                                            | Norvegia                                                              | 1 – 1                                                                 | Russia                                                                | Amichevole                                                            | -                                                                     |                                                                       |
| Totale                                                                |                                                                       | Presenze                                                              | 8                                                                     |                                                                       | Reti                                                                  |                                                                       |                                                                       |

## Partite dal 1992 al 1993
| Cronologia completa delle presenze e delle reti in nazionale ― Russia | Cronologia completa delle presenze e delle reti in nazionale ― Russia | Cronologia completa delle presenze e delle reti in nazionale ― Russia | Cronologia completa delle presenze e delle reti in nazionale ― Russia | Cronologia completa delle presenze e delle reti in nazionale ― Russia | Cronologia completa delle presenze e delle reti in nazionale ― Russia | Cronologia completa delle presenze e delle reti in nazionale ― Russia | Cronologia completa delle presenze e delle reti in nazionale ― Russia |
| Data                                                                  | Città                                                                 | In casa                                                               | Risultato                                                             | Ospiti                                                                | Competizione                                                          | Reti                                                                  | Note                                                                  |
| --------------------------------------------------------------------- | --------------------------------------------------------------------- | --------------------------------------------------------------------- | --------------------------------------------------------------------- | --------------------------------------------------------------------- | --------------------------------------------------------------------- | --------------------------------------------------------------------- | --------------------------------------------------------------------- |
| 16-8-1992                                                             | Mosca                                                                 | Russia                                                                | 2 – 0                                                                 | Messico                                                               | Amichevole                                                            | -                                                                     |                                                                       |
| 14-10-1992                                                            | Mosca                                                                 | Russia                                                                | 1 – 0                                                                 | Islanda                                                               | Qual. Mondiali 1994                                                   | -                                                                     |                                                                       |
| 28-10-1992                                                            | Mosca                                                                 | Russia                                                                | 2 – 0                                                                 | Lussemburgo                                                           | Qual. Mondiali 1994                                                   | -                                                                     |                                                                       |
| 13-2-1993                                                             | Orlando                                                               | Stati Uniti                                                           | 0 – 1                                                                 | Russia                                                                | Amichevole                                                            | -                                                                     |                                                                       |
| 17-2-1993                                                             | Pasadena                                                              | Russia                                                                | 2 – 1                                                                 | El Salvador                                                           | Amichevole                                                            | -                                                                     |                                                                       |
| 21-2-1993                                                             | Palo Alto                                                             | Stati Uniti                                                           | 0 – 0                                                                 | Russia                                                                | Amichevole                                                            | -                                                                     |                                                                       |
| 24-3-1993                                                             | Haifa                                                                 | Israele                                                               | 2 – 2                                                                 | Russia                                                                | Amichevole                                                            | -                                                                     |                                                                       |
| 14-4-1993                                                             | Lussemburgo                                                           | Lussemburgo                                                           | 0 – 4                                                                 | Russia                                                                | Qual. Mondiali 1994                                                   | -                                                                     |                                                                       |
| 28-4-1993                                                             | Mosca                                                                 | Russia                                                                | 3 – 0                                                                 | Ungheria                                                              | Qual. Mondiali 1994                                                   | -                                                                     |                                                                       |
| 23-5-1993                                                             | Mosca                                                                 | Russia                                                                | 1 – 1                                                                 | Grecia                                                                | Qual. Mondiali 1994                                                   | -                                                                     |                                                                       |
| 2-6-1993                                                              | Reykjavík                                                             | Islanda                                                               | 1 – 1                                                                 | Russia                                                                | Qual. Mondiali 1994                                                   | -                                                                     |                                                                       |
| 28-7-1993                                                             | Cannes                                                                | Francia                                                               | 3 – 1                                                                 | Russia                                                                | Amichevole                                                            | -                                                                     |                                                                       |
| 8-9-1993                                                              | Budapest                                                              | Ungheria                                                              | 1 – 3                                                                 | Russia                                                                | Qual. Mondiali 1994                                                   | -                                                                     |                                                                       |
| 6-10-1993                                                             | Khobar                                                                | Arabia Saudita                                                        | 4 – 2                                                                 | Russia                                                                | Amichevole                                                            | -                                                                     |                                                                       |
| 17-11-1993                                                            | Amarousio                                                             | Grecia                                                                | 1 – 0                                                                 | Russia                                                                | Qual. Mondiali 1994                                                   | -                                                                     |                                                                       |
| Totale                                                                |                                                                       | Presenze                                                              | 15                                                                    |                                                                       | Reti                                                                  |                                                                       |                                                                       |

## Partite dal 1994 ad oggi
| Cronologia completa delle presenze e delle reti in nazionale ― Russia | Cronologia completa delle presenze e delle reti in nazionale ― Russia | Cronologia completa delle presenze e delle reti in nazionale ― Russia | Cronologia completa delle presenze e delle reti in nazionale ― Russia | Cronologia completa delle presenze e delle reti in nazionale ― Russia | Cronologia completa delle presenze e delle reti in nazionale ― Russia | Cronologia completa delle presenze e delle reti in nazionale ― Russia | Cronologia completa delle presenze e delle reti in nazionale ― Russia |
| Data                                                                  | Città                                                                 | In casa                                                               | Risultato                                                             | Ospiti                                                                | Competizione                                                          | Reti                                                                  | Note                                                                  |
| --------------------------------------------------------------------- | --------------------------------------------------------------------- | --------------------------------------------------------------------- | --------------------------------------------------------------------- | --------------------------------------------------------------------- | --------------------------------------------------------------------- | --------------------------------------------------------------------- | --------------------------------------------------------------------- |
| 29-1-1994                                                             | Seattle                                                               | Stati Uniti                                                           | 1 – 1                                                                 | Russia                                                                | Amichevole                                                            | -                                                                     |                                                                       |
| 2-2-1994                                                              | Oakland                                                               | Messico                                                               | 1 – 4                                                                 | Russia                                                                | Amichevole                                                            | -                                                                     |                                                                       |
| 23-3-1994                                                             | Dublino                                                               | Irlanda                                                               | 0 – 0                                                                 | Russia                                                                | Amichevole                                                            | -                                                                     |                                                                       |
| 20-4-1994                                                             | Bursa                                                                 | Turchia                                                               | 0 – 1                                                                 | Russia                                                                | Amichevole                                                            | -                                                                     |                                                                       |
| 29-5-1994                                                             | Mosca                                                                 | Russia                                                                | 2 – 1                                                                 | Slovacchia                                                            | Amichevole                                                            | -                                                                     |                                                                       |
| 20-6-1994                                                             | Palo Alto                                                             | Brasile                                                               | 2 – 0                                                                 | Russia                                                                | Mondiali 1994 - Fase a gironi                                         | -                                                                     |                                                                       |
| 24-6-1994                                                             | Pontiac                                                               | Russia                                                                | 1 – 3                                                                 | Svezia                                                                | Mondiali 1994 - Fase a gironi                                         | -                                                                     |                                                                       |
| 28-6-1994                                                             | Palo Alto                                                             | Camerun                                                               | 1 – 6                                                                 | Russia                                                                | Mondiali 1994 - Fase a gironi                                         | -                                                                     |                                                                       |
| 17-8-1994                                                             | Klagenfurt am Wörthersee                                              | Austria                                                               | 0 – 3                                                                 | Russia                                                                | Amichevole                                                            | -                                                                     |                                                                       |
| 7-9-1994                                                              | Mosca                                                                 | Russia                                                                | 0 – 1                                                                 | Germania                                                              | Amichevole                                                            | -                                                                     |                                                                       |
| 12-10-1994                                                            | Mosca                                                                 | Russia                                                                | 4 – 0                                                                 | San Marino                                                            | Qual. Euro 1996                                                       | -                                                                     |                                                                       |
| 16-11-1994                                                            | Glasgow                                                               | Scozia                                                                | 1 – 1                                                                 | Russia                                                                | Qual. Euro 1996                                                       | -                                                                     |                                                                       |
| 8-3-1995                                                              | Košice                                                                | Slovacchia                                                            | 2 – 1                                                                 | Russia                                                                | Amichevole                                                            | -                                                                     |                                                                       |
| 29-3-1995                                                             | Mosca                                                                 | Russia                                                                | 0 – 0                                                                 | Scozia                                                                | Qual. Euro 1996                                                       | -                                                                     |                                                                       |
| 26-4-1995                                                             | Salonicco                                                             | Grecia                                                                | 0 – 3                                                                 | Russia                                                                | Qual. Euro 1996                                                       | -                                                                     |                                                                       |
| 6-5-1995                                                              | Mosca                                                                 | Russia                                                                | 3 – 0                                                                 | Fær Øer                                                               | Qual. Euro 1996                                                       | -                                                                     |                                                                       |
| 31-5-1995                                                             | Belgrado                                                              | Jugoslavia                                                            | 1 – 2                                                                 | Russia                                                                | Amichevole                                                            | -                                                                     |                                                                       |
| 7-6-1995                                                              | Serravalle                                                            | San Marino                                                            | 0 – 7                                                                 | Russia                                                                | Qual. Euro 1996                                                       | -                                                                     |                                                                       |
| 16-8-1995                                                             | Helsinki                                                              | Finlandia                                                             | 0 – 6                                                                 | Russia                                                                | Qual. Euro 1996                                                       | -                                                                     |                                                                       |
| 6-9-1995                                                              | Toftir                                                                | Fær Øer                                                               | 2 – 5                                                                 | Russia                                                                | Qual. Euro 1996                                                       | -                                                                     |                                                                       |
| 11-10-1995                                                            | Mosca                                                                 | Russia                                                                | 2 – 1                                                                 | Grecia                                                                | Qual. Euro 1996                                                       | -                                                                     |                                                                       |
| 15-11-1995                                                            | Mosca                                                                 | Russia                                                                | 3 – 1                                                                 | Finlandia                                                             | Qual. Euro 1996                                                       | -                                                                     |                                                                       |
| 7-2-1996                                                              | Attard                                                                | Malta                                                                 | 0 – 2                                                                 | Russia                                                                | Amichevole                                                            | -                                                                     |                                                                       |
| 9-2-1996                                                              | Attard                                                                | Islanda                                                               | 0 – 3                                                                 | Russia                                                                | Amichevole                                                            | -                                                                     |                                                                       |
| 11-2-1996                                                             | Attard                                                                | Russia                                                                | 3 – 1                                                                 | Slovenia                                                              | Amichevole                                                            | -                                                                     |                                                                       |
| 27-3-1996                                                             | Dublino                                                               | Irlanda                                                               | 0 – 2                                                                 | Russia                                                                | Amichevole                                                            | -                                                                     |                                                                       |
| 24-4-1996                                                             | Bruxelles                                                             | Belgio                                                                | 0 – 0                                                                 | Russia                                                                | Amichevole                                                            | -                                                                     |                                                                       |
| 25-5-1996                                                             | Doha                                                                  | Qatar                                                                 | 2 – 5                                                                 | Russia                                                                | Amichevole                                                            | -                                                                     |                                                                       |
| 29-5-1996                                                             | Mosca                                                                 | Russia                                                                | 1 – 0                                                                 | Emirati Arabi Uniti                                                   | Amichevole                                                            | -                                                                     |                                                                       |
| 2-6-1996                                                              | Mosca                                                                 | Russia                                                                | 2 – 0                                                                 | Polonia                                                               | Amichevole                                                            | -                                                                     |                                                                       |
| 11-6-1996                                                             | Liverpool                                                             | Italia                                                                | 2 – 1                                                                 | Russia                                                                | Euro 1996 - Fase a gironi                                             | -                                                                     |                                                                       |
| 16-6-1996                                                             | Manchester                                                            | Germania                                                              | 3 – 0                                                                 | Russia                                                                | Euro 1996 - Fase a gironi                                             | -                                                                     |                                                                       |
| 19-6-1996                                                             | Liverpool                                                             | Rep. Ceca                                                             | 3 – 3                                                                 | Russia                                                                | Euro 1996 - Fase a gironi                                             | -                                                                     |                                                                       |
| 28-8-1996                                                             | Mosca                                                                 | Russia                                                                | 2 – 2                                                                 | Brasile                                                               | Amichevole                                                            | -                                                                     |                                                                       |
| 1-9-1996                                                              | Mosca                                                                 | Russia                                                                | 4 – 0                                                                 | Cipro                                                                 | Qual. Mondiali 1998                                                   | -                                                                     |                                                                       |
| 9-10-1996                                                             | Ramat Gan                                                             | Israele                                                               | 1 – 1                                                                 | Russia                                                                | Qual. Mondiali 1998                                                   | -                                                                     |                                                                       |
| 10-11-1996                                                            | Lussemburgo                                                           | Lussemburgo                                                           | 0 – 4                                                                 | Russia                                                                | Qual. Mondiali 1998                                                   | -                                                                     |                                                                       |
| 7-2-1997                                                              | Hong Kong                                                             | Russia                                                                | 1 – 1                                                                 | Jugoslavia                                                            | Amichevole                                                            | -                                                                     |                                                                       |
| 10-2-1997                                                             | Hong Kong                                                             | Russia                                                                | 2 – 1                                                                 | Svizzera                                                              | Amichevole                                                            | -                                                                     |                                                                       |
| 12-3-1997                                                             | Belgrado                                                              | Jugoslavia                                                            | 0 – 0                                                                 | Russia                                                                | Amichevole                                                            | -                                                                     |                                                                       |
| 29-3-1997                                                             | Paralimni                                                             | Cipro                                                                 | 1 – 1                                                                 | Russia                                                                | Qual. Mondiali 1998                                                   | -                                                                     |                                                                       |
| 30-4-1997                                                             | Mosca                                                                 | Russia                                                                | 3 – 0                                                                 | Lussemburgo                                                           | Qual. Mondiali 1998                                                   | -                                                                     |                                                                       |
| 8-6-1997                                                              | Mosca                                                                 | Russia                                                                | 2 – 0                                                                 | Israele                                                               | Qual. Mondiali 1998                                                   | -                                                                     |                                                                       |
| 20-8-1997                                                             | San Pietroburgo                                                       | Russia                                                                | 0 – 1                                                                 | Jugoslavia                                                            | Amichevole                                                            | -                                                                     |                                                                       |
| 10-9-1997                                                             | Sofia                                                                 | Bulgaria                                                              | 1 – 0                                                                 | Russia                                                                | Qual. Mondiali 1998                                                   | -                                                                     |                                                                       |
| 11-10-1997                                                            | Mosca                                                                 | Russia                                                                | 4 – 2                                                                 | Bulgaria                                                              | Qual. Mondiali 1998                                                   | -                                                                     |                                                                       |
| 29-10-1997                                                            | Mosca                                                                 | Russia                                                                | 1 – 1                                                                 | Italia                                                                | Qual. Mondiali 1998                                                   | -                                                                     |                                                                       |
| 15-11-1997                                                            | Napoli                                                                | Italia                                                                | 1 – 0                                                                 | Russia                                                                | Qual. Mondiali 1998                                                   | -                                                                     |                                                                       |
| 18-2-1998                                                             | Amarousio                                                             | Grecia                                                                | 1 – 1                                                                 | Russia                                                                | Amichevole                                                            | -                                                                     |                                                                       |
| 25-3-1998                                                             | Mosca                                                                 | Russia                                                                | 1 – 0                                                                 | Francia                                                               | Amichevole                                                            | -                                                                     |                                                                       |
| 22-4-1998                                                             | Mosca                                                                 | Russia                                                                | 1 – 0                                                                 | Turchia                                                               | Amichevole                                                            | -                                                                     |                                                                       |
| 27-5-1998                                                             | Chorzów                                                               | Polonia                                                               | 3 – 1                                                                 | Russia                                                                | Amichevole                                                            | -                                                                     |                                                                       |
| 30-5-1998                                                             | Tbilisi                                                               | Georgia                                                               | 1 – 1                                                                 | Russia                                                                | Amichevole                                                            | -                                                                     |                                                                       |
| 19-8-1998                                                             | Örebro                                                                | Svezia                                                                | 1 – 0                                                                 | Russia                                                                | Amichevole                                                            | -                                                                     |                                                                       |
| 5-9-1998                                                              | Kiev                                                                  | Ucraina                                                               | 3 – 2                                                                 | Russia                                                                | Qual. Euro 2000                                                       | -                                                                     |                                                                       |
| 23-9-1998                                                             | Granada                                                               | Spagna                                                                | 1 – 0                                                                 | Russia                                                                | Amichevole                                                            | -                                                                     |                                                                       |
| 10-10-1998                                                            | Mosca                                                                 | Russia                                                                | 2 – 3                                                                 | Francia                                                               | Qual. Euro 2000                                                       | -                                                                     |                                                                       |
| 14-10-1998                                                            | Reykjavík                                                             | Islanda                                                               | 1 – 0                                                                 | Russia                                                                | Qual. Euro 2000                                                       | -                                                                     |                                                                       |
| 18-11-1998                                                            | Fortaleza                                                             | Brasile                                                               | 5 – 1                                                                 | Russia                                                                | Amichevole                                                            | -                                                                     |                                                                       |
| 27-3-1999                                                             | Erevan                                                                | Armenia                                                               | 0 – 3                                                                 | Russia                                                                | Qual. Euro 2000                                                       | -                                                                     |                                                                       |
| 31-3-1999                                                             | Mosca                                                                 | Russia                                                                | 6 – 1                                                                 | Andorra                                                               | Qual. Euro 2000                                                       | -                                                                     |                                                                       |
| 19-5-1999                                                             | Tula                                                                  | Russia                                                                | 1 – 1                                                                 | Bielorussia                                                           | Amichevole                                                            | -                                                                     |                                                                       |
| 5-6-1999                                                              | Saint-Denis                                                           | Francia                                                               | 2 – 3                                                                 | Russia                                                                | Qual. Euro 2000                                                       | -                                                                     |                                                                       |
| 9-6-1999                                                              | Mosca                                                                 | Russia                                                                | 1 – 0                                                                 | Islanda                                                               | Qual. Euro 2000                                                       | -                                                                     |                                                                       |
| 18-8-1999                                                             | Minsk                                                                 | Bielorussia                                                           | 0 – 2                                                                 | Russia                                                                | Amichevole                                                            | -                                                                     |                                                                       |
| 4-9-1999                                                              | Mosca                                                                 | Russia                                                                | 2 – 0                                                                 | Armenia                                                               | Qual. Euro 2000                                                       | -                                                                     |                                                                       |
| 8-9-1999                                                              | Andorra la Vella                                                      | Andorra                                                               | 1 – 2                                                                 | Russia                                                                | Qual. Euro 2000                                                       | -                                                                     |                                                                       |
| 9-10-1999                                                             | Mosca                                                                 | Russia                                                                | 1 – 1                                                                 | Ucraina                                                               | Qual. Euro 2000                                                       | -                                                                     |                                                                       |
| 23-2-2000                                                             | Haifa                                                                 | Israele                                                               | 4 – 1                                                                 | Russia                                                                | Amichevole                                                            | -                                                                     |                                                                       |
| 26-4-2000                                                             | Mosca                                                                 | Russia                                                                | 2 – 0                                                                 | Stati Uniti                                                           | Amichevole                                                            | -                                                                     |                                                                       |
| 31-5-2000                                                             | Mosca                                                                 | Russia                                                                | 1 – 1                                                                 | Slovacchia                                                            | Amichevole                                                            | -                                                                     |                                                                       |
| 4-6-2000                                                              | Chișinău                                                              | Moldavia                                                              | 0 – 1                                                                 | Russia                                                                | Amichevole                                                            | -                                                                     |                                                                       |
| 16-8-2000                                                             | Mosca                                                                 | Russia                                                                | 1 – 0                                                                 | Israele                                                               | Amichevole                                                            | -                                                                     |                                                                       |
| 2-9-2000                                                              | Zurigo                                                                | Svizzera                                                              | 0 – 1                                                                 | Russia                                                                | Qual. Mondiali 2002                                                   | -                                                                     |                                                                       |
| 11-10-2000                                                            | Mosca                                                                 | Russia                                                                | 3 – 0                                                                 | Lussemburgo                                                           | Qual. Mondiali 2002                                                   | -                                                                     |                                                                       |
| 28-2-2001                                                             | Candia                                                                | Grecia                                                                | 3 – 3                                                                 | Russia                                                                | Amichevole                                                            | -                                                                     |                                                                       |
| 24-3-2001                                                             | Mosca                                                                 | Russia                                                                | 1 – 1                                                                 | Slovenia                                                              | Qual. Mondiali 2002                                                   | -                                                                     |                                                                       |
| 28-3-2001                                                             | Mosca                                                                 | Russia                                                                | 1 – 0                                                                 | Fær Øer                                                               | Qual. Mondiali 2002                                                   | -                                                                     |                                                                       |
| 25-4-2001                                                             | Belgrado                                                              | Jugoslavia                                                            | 0 – 1                                                                 | Russia                                                                | Qual. Mondiali 2002                                                   | -                                                                     |                                                                       |
| 2-6-2001                                                              | Mosca                                                                 | Russia                                                                | 1 – 1                                                                 | Jugoslavia                                                            | Qual. Mondiali 2002                                                   | -                                                                     |                                                                       |
| 6-6-2001                                                              | Lussemburgo                                                           | Lussemburgo                                                           | 1 – 2                                                                 | Russia                                                                | Qual. Mondiali 2002                                                   | -                                                                     |                                                                       |
| 15-8-2001                                                             | Mosca                                                                 | Russia                                                                | 0 – 0                                                                 | Grecia                                                                | Amichevole                                                            | -                                                                     |                                                                       |
| 1-9-2001                                                              | Lubiana                                                               | Slovenia                                                              | 2 – 1                                                                 | Russia                                                                | Qual. Mondiali 2002                                                   | -                                                                     |                                                                       |
| 5-9-2001                                                              | Tórshavn                                                              | Fær Øer                                                               | 0 – 3                                                                 | Russia                                                                | Qual. Mondiali 2002                                                   | -                                                                     |                                                                       |
| 6-10-2001                                                             | Mosca                                                                 | Russia                                                                | 4 – 0                                                                 | Svizzera                                                              | Qual. Mondiali 2002                                                   | -                                                                     |                                                                       |
| 14-11-2001                                                            | Riga                                                                  | Lettonia                                                              | 1 – 3                                                                 | Russia                                                                | Amichevole                                                            | -                                                                     |                                                                       |
| 13-2-2002                                                             | Dublino                                                               | Irlanda                                                               | 2 – 0                                                                 | Russia                                                                | Amichevole                                                            | -                                                                     |                                                                       |
| 27-3-2002                                                             | Tallinn                                                               | Estonia                                                               | 2 – 1                                                                 | Russia                                                                | Amichevole                                                            | -                                                                     |                                                                       |
| 17-4-2002                                                             | Saint-Denis                                                           | Francia                                                               | 0 – 0                                                                 | Russia                                                                | Amichevole                                                            | -                                                                     |                                                                       |
| 17-5-2002                                                             | Mosca                                                                 | Russia                                                                | 1 – 1                                                                 | Bielorussia                                                           | Amichevole                                                            | -                                                                     |                                                                       |
| 19-5-2002                                                             | Mosca                                                                 | Russia                                                                | 1 – 1                                                                 | Jugoslavia                                                            | Amichevole                                                            | -                                                                     |                                                                       |
| 5-6-2002                                                              | Kōbe                                                                  | Russia                                                                | 2 – 0                                                                 | Tunisia                                                               | Mondiali 2002 - Fase a gironi                                         | -                                                                     |                                                                       |
| 9-6-2002                                                              | Yokohama                                                              | Giappone                                                              | 1 – 0                                                                 | Russia                                                                | Mondiali 2002 - Fase a gironi                                         | -                                                                     |                                                                       |
| 14-6-2002                                                             | Fukuroi                                                               | Belgio                                                                | 3 – 2                                                                 | Russia                                                                | Mondiali 2002 - Fase a gironi                                         | -                                                                     |                                                                       |
| 21-8-2002                                                             | Mosca                                                                 | Russia                                                                | 1 – 1                                                                 | Svezia                                                                | Amichevole                                                            | -                                                                     |                                                                       |
| 7-9-2002                                                              | Mosca                                                                 | Russia                                                                | 4 – 2                                                                 | Irlanda                                                               | Qual. Euro 2004                                                       | -                                                                     |                                                                       |
| 16-10-2002                                                            | Volgograd                                                             | Russia                                                                | 4 – 1                                                                 | Albania                                                               | Qual. Euro 2004                                                       | -                                                                     |                                                                       |
| 12-2-2003                                                             | Limassol                                                              | Cipro                                                                 | 0 – 1                                                                 | Russia                                                                | Amichevole                                                            | -                                                                     |                                                                       |
| 13-2-2003                                                             | Limassol                                                              | Romania                                                               | 2 – 4                                                                 | Russia                                                                | Amichevole                                                            | -                                                                     |                                                                       |
| 29-3-2003                                                             | Scutari                                                               | Albania                                                               | 3 – 1                                                                 | Russia                                                                | Qual. Euro 2004                                                       | -                                                                     |                                                                       |
| 30-4-2003                                                             | Tbilisi                                                               | Georgia                                                               | 1 – 0                                                                 | Russia                                                                | Qual. Euro 2004                                                       | -                                                                     |                                                                       |
| 7-6-2003                                                              | Basilea                                                               | Svizzera                                                              | 2 – 2                                                                 | Russia                                                                | Qual. Euro 2004                                                       | -                                                                     |                                                                       |
| 20-8-2003                                                             | Mosca                                                                 | Russia                                                                | 1 – 2                                                                 | Israele                                                               | Amichevole                                                            | -                                                                     |                                                                       |
| 6-9-2003                                                              | Dublino                                                               | Irlanda                                                               | 1 – 1                                                                 | Russia                                                                | Qual. Euro 2004                                                       | -                                                                     |                                                                       |
| 10-9-2003                                                             | Mosca                                                                 | Russia                                                                | 4 – 1                                                                 | Svizzera                                                              | Qual. Euro 2004                                                       | -                                                                     |                                                                       |
| 11-10-2003                                                            | Mosca                                                                 | Russia                                                                | 3 – 1                                                                 | Georgia                                                               | Qual. Euro 2004                                                       | -                                                                     |                                                                       |
| 15-11-2003                                                            | Mosca                                                                 | Russia                                                                | 0 – 0                                                                 | Galles                                                                | Qual. Euro 2004                                                       | -                                                                     |                                                                       |
| 19-11-2003                                                            | Cardiff                                                               | Galles                                                                | 0 – 1                                                                 | Russia                                                                | Qual. Euro 2004                                                       | -                                                                     |                                                                       |
| 31-3-2004                                                             | Sofia                                                                 | Bulgaria                                                              | 2 – 2                                                                 | Russia                                                                | Amichevole                                                            | -                                                                     |                                                                       |
| 28-4-2004                                                             | Oslo                                                                  | Norvegia                                                              | 3 – 2                                                                 | Russia                                                                | Amichevole                                                            | -                                                                     |                                                                       |
| 25-5-2004                                                             | Graz                                                                  | Austria                                                               | 0 – 0                                                                 | Russia                                                                | Amichevole                                                            | -                                                                     |                                                                       |
| 12-6-2004                                                             | Loulé                                                                 | Russia                                                                | 0 – 1                                                                 | Spagna                                                                | Euro 2004 - Fase a gironi                                             | -                                                                     |                                                                       |
| 16-6-2004                                                             | Lisbona                                                               | Portogallo                                                            | 2 – 0                                                                 | Russia                                                                | Euro 2004 - Fase a gironi                                             | -                                                                     |                                                                       |
| 20-6-2004                                                             | Loulé                                                                 | Grecia                                                                | 1 – 2                                                                 | Russia                                                                | Euro 2004 - Fase a gironi                                             | -                                                                     |                                                                       |
| 18-8-2004                                                             | Mosca                                                                 | Russia                                                                | 4 – 3                                                                 | Lituania                                                              | Amichevole                                                            | -                                                                     |                                                                       |
| 4-9-2004                                                              | Mosca                                                                 | Russia                                                                | 1 – 1                                                                 | Slovacchia                                                            | Qual. Mondiali 2006                                                   | -                                                                     |                                                                       |
| 9-10-2004                                                             | Lussemburgo                                                           | Lussemburgo                                                           | 0 – 4                                                                 | Russia                                                                | Qual. Mondiali 2006                                                   | -                                                                     |                                                                       |
| 13-10-2004                                                            | Lisbona                                                               | Portogallo                                                            | 7 – 1                                                                 | Russia                                                                | Qual. Mondiali 2006                                                   | -                                                                     |                                                                       |
| 17-11-2004                                                            | Krasnodar                                                             | Russia                                                                | 4 – 0                                                                 | Estonia                                                               | Qual. Mondiali 2006                                                   | -                                                                     |                                                                       |
| 9-2-2005                                                              | Cagliari                                                              | Italia                                                                | 2 – 0                                                                 | Russia                                                                | Amichevole                                                            | -                                                                     |                                                                       |
| 26-3-2005                                                             | Vaduz                                                                 | Liechtenstein                                                         | 1 – 2                                                                 | Russia                                                                | Qual. Mondiali 2006                                                   | -                                                                     |                                                                       |
| 30-3-2005                                                             | Tallinn                                                               | Estonia                                                               | 1 – 1                                                                 | Russia                                                                | Qual. Mondiali 2006                                                   | -                                                                     |                                                                       |
| 4-6-2005                                                              | San Pietroburgo                                                       | Russia                                                                | 2 – 0                                                                 | Lettonia                                                              | Qual. Mondiali 2006                                                   | -                                                                     |                                                                       |
| 8-6-2005                                                              | Mönchengladbach                                                       | Germania                                                              | 2 – 2                                                                 | Russia                                                                | Amichevole                                                            | -                                                                     |                                                                       |
| 17-8-2005                                                             | Riga                                                                  | Lettonia                                                              | 1 – 1                                                                 | Russia                                                                | Qual. Mondiali 2006                                                   | -                                                                     |                                                                       |
| 3-9-2005                                                              | Mosca                                                                 | Russia                                                                | 2 – 0                                                                 | Liechtenstein                                                         | Qual. Mondiali 2006                                                   | -                                                                     |                                                                       |
| 7-9-2005                                                              | Mosca                                                                 | Russia                                                                | 0 – 0                                                                 | Portogallo                                                            | Qual. Mondiali 2006                                                   | -                                                                     |                                                                       |
| 8-10-2005                                                             | Mosca                                                                 | Russia                                                                | 5 – 1                                                                 | Lussemburgo                                                           | Qual. Mondiali 2006                                                   | -                                                                     |                                                                       |
| 12-10-2005                                                            | Bratislava                                                            | Slovacchia                                                            | 0 – 0                                                                 | Russia                                                                | Qual. Mondiali 2006                                                   | -                                                                     |                                                                       |
| 1-3-2006                                                              | Mosca                                                                 | Russia                                                                | 0 – 1                                                                 | Brasile                                                               | Amichevole                                                            | -                                                                     |                                                                       |
| 27-5-2006                                                             | Albacete                                                              | Spagna                                                                | 0 – 0                                                                 | Russia                                                                | Amichevole                                                            | -                                                                     |                                                                       |
| 16-8-2006                                                             | Mosca                                                                 | Russia                                                                | 1 – 0                                                                 | Lettonia                                                              | Amichevole                                                            | -                                                                     |                                                                       |
| 6-9-2006                                                              | Mosca                                                                 | Russia                                                                | 0 – 0                                                                 | Croazia                                                               | Qual. Euro 2008                                                       | -                                                                     |                                                                       |
| 7-10-2006                                                             | Mosca                                                                 | Russia                                                                | 1 – 1                                                                 | Israele                                                               | Qual. Euro 2008                                                       | -                                                                     |                                                                       |
| 11-10-2006                                                            | San Pietroburgo                                                       | Russia                                                                | 2 – 0                                                                 | Estonia                                                               | Qual. Euro 2008                                                       | -                                                                     |                                                                       |
| 15-11-2006                                                            | Skopje                                                                | Macedonia                                                             | 0 – 2                                                                 | Russia                                                                | Qual. Euro 2008                                                       | -                                                                     |                                                                       |
| 7-2-2007                                                              | Amsterdam                                                             | Paesi Bassi                                                           | 4 – 1                                                                 | Russia                                                                | Amichevole                                                            | -                                                                     |                                                                       |
| 24-3-2007                                                             | Tallinn                                                               | Estonia                                                               | 0 – 2                                                                 | Russia                                                                | Qual. Euro 2008                                                       | -                                                                     |                                                                       |
| 2-6-2007                                                              | San Pietroburgo                                                       | Russia                                                                | 4 – 0                                                                 | Andorra                                                               | Qual. Euro 2008                                                       | -                                                                     |                                                                       |
| 6-6-2007                                                              | Zagabria                                                              | Croazia                                                               | 0 – 0                                                                 | Russia                                                                | Qual. Euro 2008                                                       | -                                                                     |                                                                       |
| 22-8-2007                                                             | Mosca                                                                 | Russia                                                                | 2 – 2                                                                 | Polonia                                                               | Amichevole                                                            | -                                                                     |                                                                       |
| 8-9-2007                                                              | Mosca                                                                 | Russia                                                                | 3 – 0                                                                 | Macedonia                                                             | Qual. Euro 2008                                                       | -                                                                     |                                                                       |
| 12-9-2007                                                             | Londra                                                                | Inghilterra                                                           | 3 – 0                                                                 | Russia                                                                | Qual. Euro 2008                                                       | -                                                                     |                                                                       |
| 17-10-2007                                                            | Mosca                                                                 | Russia                                                                | 2 – 1                                                                 | Inghilterra                                                           | Qual. Euro 2008                                                       | -                                                                     |                                                                       |
| 17-11-2007                                                            | Ramat Gan                                                             | Israele                                                               | 2 – 1                                                                 | Russia                                                                | Qual. Euro 2008                                                       | -                                                                     |                                                                       |
| 21-11-2007                                                            | Andorra la Vella                                                      | Andorra                                                               | 0 – 1                                                                 | Russia                                                                | Qual. Euro 2008                                                       | -                                                                     |                                                                       |
| 26-3-2008                                                             | Bucarest                                                              | Romania                                                               | 3 – 0                                                                 | Russia                                                                | Amichevole                                                            | -                                                                     |                                                                       |
| 23-5-2008                                                             | Mosca                                                                 | Russia                                                                | 6 – 0                                                                 | Kazakistan                                                            | Amichevole                                                            | -                                                                     |                                                                       |
| 28-5-2008                                                             | Burghausen                                                            | Serbia                                                                | 1 – 2                                                                 | Russia                                                                | Amichevole                                                            | -                                                                     |                                                                       |
| 4-6-2008                                                              | Burghausen                                                            | Lituania                                                              | 1 – 4                                                                 | Russia                                                                | Amichevole                                                            | -                                                                     |                                                                       |
| 10-6-2008                                                             | Innsbruck                                                             | Russia                                                                | 1 – 4                                                                 | Spagna                                                                | Euro 2008 - Fase a gironi                                             | -                                                                     |                                                                       |
| 14-6-2008                                                             | Wals-Siezenheim                                                       | Grecia                                                                | 0 – 1                                                                 | Russia                                                                | Euro 2008 - Fase a gironi                                             | -                                                                     |                                                                       |
| 18-6-2008                                                             | Innsbruck                                                             | Russia                                                                | 2 – 0                                                                 | Svezia                                                                | Euro 2008 - Fase a gironi                                             | -                                                                     |                                                                       |
| 21-6-2008                                                             | Basilea                                                               | Paesi Bassi                                                           | 1 – 3                                                                 | Russia                                                                | Euro 2008 - Quarti di finale                                          | -                                                                     |                                                                       |
| 26-6-2008                                                             | Vienna                                                                | Russia                                                                | 0 – 3                                                                 | Spagna                                                                | Euro 2008 - Semifinale                                                | -                                                                     |                                                                       |
| 20-8-2008                                                             | Mosca                                                                 | Russia                                                                | 1 – 1                                                                 | Paesi Bassi                                                           | Amichevole                                                            | -                                                                     |                                                                       |
| 10-9-2008                                                             | Mosca                                                                 | Russia                                                                | 2 – 1                                                                 | Galles                                                                | Qual. Mondiali 2010                                                   | -                                                                     |                                                                       |
| 11-10-2008                                                            | Dortmund                                                              | Germania                                                              | 2 – 1                                                                 | Russia                                                                | Qual. Mondiali 2010                                                   | -                                                                     |                                                                       |
| 15-10-2008                                                            | Mosca                                                                 | Russia                                                                | 3 – 0                                                                 | Finlandia                                                             | Qual. Mondiali 2010                                                   | -                                                                     |                                                                       |
| 28-3-2009                                                             | Mosca                                                                 | Russia                                                                | 2 – 0                                                                 | Azerbaigian                                                           | Qual. Mondiali 2010                                                   | -                                                                     |                                                                       |
| 1-4-2009                                                              | Vaduz                                                                 | Liechtenstein                                                         | 0 – 1                                                                 | Russia                                                                | Qual. Mondiali 2010                                                   | -                                                                     |                                                                       |
| 10-6-2009                                                             | Helsinki                                                              | Finlandia                                                             | 0 – 3                                                                 | Russia                                                                | Qual. Mondiali 2010                                                   | -                                                                     |                                                                       |
| 12-8-2009                                                             | Mosca                                                                 | Russia                                                                | 2 – 3                                                                 | Argentina                                                             | Amichevole                                                            | -                                                                     |                                                                       |
| 5-9-2009                                                              | San Pietroburgo                                                       | Russia                                                                | 3 – 0                                                                 | Liechtenstein                                                         | Qual. Mondiali 2010                                                   | -                                                                     |                                                                       |
| 9-9-2009                                                              | Cardiff                                                               | Galles                                                                | 1 – 3                                                                 | Russia                                                                | Qual. Mondiali 2010                                                   | -                                                                     |                                                                       |
| 10-10-2009                                                            | Mosca                                                                 | Russia                                                                | 0 – 1                                                                 | Germania                                                              | Qual. Mondiali 2010                                                   | -                                                                     |                                                                       |
| 14-10-2009                                                            | Baku                                                                  | Azerbaigian                                                           | 1 – 1                                                                 | Russia                                                                | Qual. Mondiali 2010                                                   | -                                                                     |                                                                       |
| 14-11-2009                                                            | Mosca                                                                 | Russia                                                                | 2 – 1                                                                 | Slovenia                                                              | Qual. Mondiali 2010                                                   | -                                                                     |                                                                       |
| 18-11-2009                                                            | Maribor                                                               | Slovenia                                                              | 1 – 0                                                                 | Russia                                                                | Qual. Mondiali 2010                                                   | -                                                                     |                                                                       |
| 3-3-2010                                                              | Győr                                                                  | Ungheria                                                              | 1 – 1                                                                 | Russia                                                                | Amichevole                                                            | -                                                                     |                                                                       |
| 11-8-2010                                                             | San Pietroburgo                                                       | Russia                                                                | 1 – 0                                                                 | Bulgaria                                                              | Amichevole                                                            | -                                                                     |                                                                       |
| 3-9-2010                                                              | Andorra la Vella                                                      | Andorra                                                               | 0 – 2                                                                 | Russia                                                                | Qual. Euro 2012                                                       | -                                                                     |                                                                       |
| 7-9-2010                                                              | Mosca                                                                 | Russia                                                                | 0 – 1                                                                 | Slovacchia                                                            | Qual. Euro 2012                                                       | -                                                                     |                                                                       |
| 8-10-2010                                                             | Dublino                                                               | Irlanda                                                               | 2 – 3                                                                 | Russia                                                                | Qual. Euro 2012                                                       | -                                                                     |                                                                       |
| 12-10-2010                                                            | Skopje                                                                | Macedonia                                                             | 0 – 1                                                                 | Russia                                                                | Qual. Euro 2012                                                       | -                                                                     |                                                                       |
| 17-11-2010                                                            | Voronež                                                               | Russia                                                                | 0 – 2                                                                 | Belgio                                                                | Amichevole                                                            | -                                                                     |                                                                       |
| 9-2-2011                                                              | Abu Dhabi                                                             | Iran                                                                  | 1 – 0                                                                 | Russia                                                                | Amichevole                                                            | -                                                                     |                                                                       |
| 26-3-2011                                                             | Erevan                                                                | Armenia                                                               | 0 – 0                                                                 | Russia                                                                | Qual. Euro 2012                                                       | -                                                                     |                                                                       |
| 29-3-2011                                                             | Doha                                                                  | Qatar                                                                 | 1 – 1                                                                 | Russia                                                                | Amichevole                                                            | -                                                                     |                                                                       |
| 4-6-2011                                                              | San Pietroburgo                                                       | Russia                                                                | 3 – 1                                                                 | Armenia                                                               | Qual. Euro 2012                                                       | -                                                                     |                                                                       |
| 7-6-2011                                                              | Wals-Siezenheim                                                       | Camerun                                                               | 0 – 0                                                                 | Russia                                                                | Amichevole                                                            | -                                                                     |                                                                       |
| 10-8-2011                                                             | Mosca                                                                 | Russia                                                                | 1 – 0                                                                 | Serbia                                                                | Amichevole                                                            | -                                                                     |                                                                       |
| 2-9-2011                                                              | Mosca                                                                 | Russia                                                                | 1 – 0                                                                 | Macedonia                                                             | Qual. Euro 2012                                                       | -                                                                     |                                                                       |
| 6-9-2011                                                              | Mosca                                                                 | Russia                                                                | 0 – 0                                                                 | Irlanda                                                               | Qual. Euro 2012                                                       | -                                                                     |                                                                       |
| 7-10-2011                                                             | Žilina                                                                | Slovacchia                                                            | 0 – 1                                                                 | Russia                                                                | Qual. Euro 2012                                                       | -                                                                     |                                                                       |
| 11-10-2011                                                            | Mosca                                                                 | Russia                                                                | 6 – 0                                                                 | Andorra                                                               | Qual. Euro 2012                                                       | -                                                                     |                                                                       |
| 11-11-2011                                                            | il Pireo                                                              | Grecia                                                                | 1 – 1                                                                 | Russia                                                                | Amichevole                                                            | -                                                                     |                                                                       |
| 29-2-2012                                                             | Copenaghen                                                            | Danimarca                                                             | 0 – 2                                                                 | Russia                                                                | Amichevole                                                            | -                                                                     |                                                                       |
| 25-5-2012                                                             | Mosca                                                                 | Russia                                                                | 1 – 1                                                                 | Uruguay                                                               | Amichevole                                                            | -                                                                     |                                                                       |
| 29-5-2012                                                             | Nyon                                                                  | Lituania                                                              | 0 – 0                                                                 | Russia                                                                | Amichevole                                                            | -                                                                     |                                                                       |
| 1-6-2012                                                              | Zurigo                                                                | Italia                                                                | 0 – 3                                                                 | Russia                                                                | Amichevole                                                            | -                                                                     |                                                                       |
| 8-6-2012                                                              | Breslavia                                                             | Rep. Ceca                                                             | 1 – 4                                                                 | Russia                                                                | Euro 2012 - Fase a gironi                                             | -                                                                     |                                                                       |
| 12-6-2012                                                             | Varsavia                                                              | Polonia                                                               | 1 – 1                                                                 | Russia                                                                | Euro 2012 - Fase a gironi                                             | -                                                                     |                                                                       |
| 16-6-2012                                                             | Varsavia                                                              | Grecia                                                                | 1 – 0                                                                 | Russia                                                                | Euro 2012 - Fase a gironi                                             | -                                                                     |                                                                       |
| 15-8-2012                                                             | Mosca                                                                 | Russia                                                                | 1 – 1                                                                 | Costa d'Avorio                                                        | Amichevole                                                            | -                                                                     |                                                                       |
| 7-9-2012                                                              | Mosca                                                                 | Russia                                                                | 2 – 0                                                                 | Irlanda del Nord                                                      | Qual. Mondiali 2014                                                   | -                                                                     |                                                                       |
| 11-9-2012                                                             | Ramat Gan                                                             | Israele                                                               | 0 – 4                                                                 | Russia                                                                | Qual. Mondiali 2014                                                   | -                                                                     |                                                                       |
| 12-10-2012                                                            | Mosca                                                                 | Russia                                                                | 1 – 0                                                                 | Portogallo                                                            | Qual. Mondiali 2014                                                   | -                                                                     |                                                                       |
| 16-10-2012                                                            | Mosca                                                                 | Russia                                                                | 1 – 0                                                                 | Azerbaigian                                                           | Qual. Mondiali 2014                                                   | -                                                                     |                                                                       |
| 14-11-2012                                                            | Krasnodar                                                             | Russia                                                                | 2 – 2                                                                 | Stati Uniti                                                           | Amichevole                                                            | -                                                                     |                                                                       |
| 6-2-2013                                                              | Marbella                                                              | Islanda                                                               | 0 – 2                                                                 | Russia                                                                | Amichevole                                                            | -                                                                     |                                                                       |
| 25-3-2013                                                             | Londra                                                                | Brasile                                                               | 1 – 1                                                                 | Russia                                                                | Amichevole                                                            | -                                                                     |                                                                       |
| 7-6-2013                                                              | Lisbona                                                               | Portogallo                                                            | 1 – 0                                                                 | Russia                                                                | Qual. Mondiali 2014                                                   | -                                                                     |                                                                       |
| 14-8-2013                                                             | Belfast                                                               | Irlanda del Nord                                                      | 1 – 0                                                                 | Russia                                                                | Qual. Mondiali 2014                                                   | -                                                                     |                                                                       |
| 6-9-2013                                                              | Kazan'                                                                | Russia                                                                | 4 – 1                                                                 | Lussemburgo                                                           | Qual. Mondiali 2014                                                   | -                                                                     |                                                                       |
| 10-9-2013                                                             | San Pietroburgo                                                       | Russia                                                                | 3 – 1                                                                 | Israele                                                               | Qual. Mondiali 2014                                                   | -                                                                     |                                                                       |
| 11-10-2013                                                            | Lussemburgo                                                           | Lussemburgo                                                           | 0 – 4                                                                 | Russia                                                                | Qual. Mondiali 2014                                                   | -                                                                     |                                                                       |
| 15-10-2013                                                            | Baku                                                                  | Azerbaigian                                                           | 1 – 1                                                                 | Russia                                                                | Qual. Mondiali 2014                                                   | -                                                                     |                                                                       |
| 15-11-2013                                                            | Dubai                                                                 | Russia                                                                | 1 – 1                                                                 | Serbia                                                                | Amichevole                                                            | -                                                                     |                                                                       |
| 19-11-2013                                                            | Dubai                                                                 | Russia                                                                | 2 – 1                                                                 | Corea del Sud                                                         | Amichevole                                                            | -                                                                     |                                                                       |
| 5-3-2014                                                              | Krasnodar                                                             | Russia                                                                | 2 – 0                                                                 | Armenia                                                               | Amichevole                                                            | -                                                                     |                                                                       |
| 26-5-2014                                                             | San Pietroburgo                                                       | Russia                                                                | 1 – 0                                                                 | Slovacchia                                                            | Amichevole                                                            | -                                                                     |                                                                       |
| 31-5-2014                                                             | Oslo                                                                  | Norvegia                                                              | 1 – 1                                                                 | Russia                                                                | Amichevole                                                            | -                                                                     |                                                                       |
| 6-6-2014                                                              | Mosca                                                                 | Russia                                                                | 2 – 0                                                                 | Marocco                                                               | Amichevole                                                            | -                                                                     |                                                                       |
| 17-6-2014                                                             | Cuiabá                                                                | Corea del Sud                                                         | 1 – 1                                                                 | Russia                                                                | Mondiali 2014 - Fase a gironi                                         | -                                                                     |                                                                       |
| 22-6-2014                                                             | Rio de Janeiro                                                        | Belgio                                                                | 1 – 0                                                                 | Russia                                                                | Mondiali 2014 - Fase a gironi                                         | -                                                                     |                                                                       |
| 26-6-2014                                                             | Curitiba                                                              | Algeria                                                               | 1 – 1                                                                 | Russia                                                                | Mondiali 2014 - Fase a gironi                                         | -                                                                     |                                                                       |
| 3-9-2014                                                              | Chimki                                                                | Russia                                                                | 4 – 0                                                                 | Azerbaigian                                                           | Amichevole                                                            | -                                                                     |                                                                       |
| 8-9-2014                                                              | Chimki                                                                | Russia                                                                | 4 – 0                                                                 | Liechtenstein                                                         | Qual. Euro 2016                                                       | -                                                                     |                                                                       |
| 9-10-2014                                                             | Solna                                                                 | Svezia                                                                | 1 – 1                                                                 | Russia                                                                | Qual. Euro 2016                                                       | -                                                                     |                                                                       |
| 12-10-2014                                                            | Mosca                                                                 | Russia                                                                | 1 – 1                                                                 | Moldavia                                                              | Qual. Euro 2016                                                       | -                                                                     |                                                                       |
| 15-11-2014                                                            | Vienna                                                                | Austria                                                               | 1 – 0                                                                 | Russia                                                                | Qual. Euro 2016                                                       | -                                                                     |                                                                       |
| 18-11-2014                                                            | Budapest                                                              | Ungheria                                                              | 1 – 2                                                                 | Russia                                                                | Amichevole                                                            | -                                                                     |                                                                       |
| 27-3-2015                                                             | Podgorica                                                             | Montenegro                                                            | 0 – 3                                                                 | Russia                                                                | Qual. Euro 2016                                                       | -                                                                     |                                                                       |
| 31-3-2015                                                             | Chimki                                                                | Russia                                                                | 0 – 0                                                                 | Kazakistan                                                            | Amichevole                                                            | -                                                                     |                                                                       |
| 7-6-2015                                                              | Chimki                                                                | Russia                                                                | 4 – 2                                                                 | Bielorussia                                                           | Amichevole                                                            | -                                                                     |                                                                       |
| 14-6-2015                                                             | Mosca                                                                 | Russia                                                                | 0 – 1                                                                 | Austria                                                               | Qual. Euro 2016                                                       | -                                                                     |                                                                       |
| 5-9-2015                                                              | Mosca                                                                 | Russia                                                                | 1 – 0                                                                 | Svezia                                                                | Qual. Euro 2016                                                       | -                                                                     |                                                                       |
| 8-9-2015                                                              | Vaduz                                                                 | Liechtenstein                                                         | 0 – 7                                                                 | Russia                                                                | Qual. Euro 2016                                                       | -                                                                     |                                                                       |
| 9-10-2015                                                             | Chișinău                                                              | Moldavia                                                              | 1 – 2                                                                 | Russia                                                                | Qual. Euro 2016                                                       | -                                                                     |                                                                       |
| 12-10-2015                                                            | Mosca                                                                 | Russia                                                                | 2 – 0                                                                 | Montenegro                                                            | Qual. Euro 2016                                                       | -                                                                     |                                                                       |
| 14-11-2015                                                            | Krasnodar                                                             | Russia                                                                | 1 – 0                                                                 | Portogallo                                                            | Amichevole                                                            | -                                                                     |                                                                       |
| 17-11-2015                                                            | Rostov sul Don                                                        | Russia                                                                | 1 – 3                                                                 | Croazia                                                               | Amichevole                                                            | -                                                                     |                                                                       |
| 26-3-2016                                                             | Mosca                                                                 | Russia                                                                | 3 – 0                                                                 | Lituania                                                              | Amichevole                                                            | -                                                                     |                                                                       |
| 29-3-2016                                                             | Saint-Denis                                                           | Francia                                                               | 4 – 2                                                                 | Russia                                                                | Amichevole                                                            | -                                                                     |                                                                       |
| 1-6-2016                                                              | Innsbruck                                                             | Rep. Ceca                                                             | 2 – 1                                                                 | Russia                                                                | Amichevole                                                            | -                                                                     |                                                                       |
| 5-6-2016                                                              | Monaco                                                                | Russia                                                                | 1 – 1                                                                 | Serbia                                                                | Amichevole                                                            | -                                                                     |                                                                       |
| 11-6-2016                                                             | Marsiglia                                                             | Inghilterra                                                           | 1 – 1                                                                 | Russia                                                                | Euro 2016 - Fase a gironi                                             | -                                                                     |                                                                       |
| 15-6-2016                                                             | Villeneuve-d'Ascq                                                     | Russia                                                                | 1 – 2                                                                 | Slovacchia                                                            | Euro 2016 - Fase a gironi                                             | -                                                                     |                                                                       |
| 20-6-2016                                                             | Tolosa                                                                | Russia                                                                | 0 – 3                                                                 | Galles                                                                | Euro 2016 - Fase a gironi                                             | -                                                                     |                                                                       |
| 31-8-2016                                                             | Adalia                                                                | Turchia                                                               | 0 – 0                                                                 | Russia                                                                | Amichevole                                                            | -                                                                     |                                                                       |
| 6-9-2016                                                              | Mosca                                                                 | Russia                                                                | 1 – 0                                                                 | Ghana                                                                 | Amichevole                                                            | -                                                                     |                                                                       |
| 9-10-2016                                                             | Krasnodar                                                             | Russia                                                                | 3 – 4                                                                 | Costa Rica                                                            | Amichevole                                                            | -                                                                     |                                                                       |
| 10-11-2016                                                            | Doha                                                                  | Qatar                                                                 | 2 – 1                                                                 | Russia                                                                | Amichevole                                                            | -                                                                     |                                                                       |
| 15-11-2016                                                            | Groznyj                                                               | Russia                                                                | 1 – 0                                                                 | Romania                                                               | Amichevole                                                            | -                                                                     |                                                                       |
| 24-3-2017                                                             | Krasnodar                                                             | Russia                                                                | 0 – 2                                                                 | Costa d'Avorio                                                        | Amichevole                                                            | -                                                                     |                                                                       |
| 28-3-2017                                                             | Soči                                                                  | Russia                                                                | 3 – 3                                                                 | Belgio                                                                | Amichevole                                                            | -                                                                     |                                                                       |
| 5-6-2017                                                              | Budapest                                                              | Ungheria                                                              | 0 – 3                                                                 | Russia                                                                | Amichevole                                                            | -                                                                     |                                                                       |
| 9-6-2017                                                              | Mosca                                                                 | Russia                                                                | 1 – 1                                                                 | Cile                                                                  | Amichevole                                                            | -                                                                     |                                                                       |
| 17-6-2017                                                             | San Pietroburgo                                                       | Russia                                                                | 2 – 0                                                                 | Nuova Zelanda                                                         | Conf. Cup 2017                                                        | -                                                                     |                                                                       |
| 21-6-2017                                                             | Mosca                                                                 | Russia                                                                | 0 – 1                                                                 | Portogallo                                                            | Conf. Cup 2017                                                        | -                                                                     |                                                                       |
| 24-6-2017                                                             | Kazan'                                                                | Russia                                                                | 1 – 2                                                                 | Messico                                                               | Conf. Cup 2017                                                        | -                                                                     |                                                                       |
| 7-10-2017                                                             | Mosca                                                                 | Russia                                                                | 4 – 2                                                                 | Corea del Sud                                                         | Amichevole                                                            | -                                                                     |                                                                       |
| 10-10-2017                                                            | Kazan'                                                                | Russia                                                                | 1 – 1                                                                 | Iran                                                                  | Amichevole                                                            | -                                                                     |                                                                       |
| 11-11-2017                                                            | Mosca                                                                 | Russia                                                                | 0 – 1                                                                 | Argentina                                                             | Amichevole                                                            | -                                                                     |                                                                       |
| 14-11-2017                                                            | San Pietroburgo                                                       | Russia                                                                | 3 – 3                                                                 | Spagna                                                                | Amichevole                                                            | -                                                                     |                                                                       |
| 23-3-2018                                                             | Mosca                                                                 | Russia                                                                | 0 – 3                                                                 | Brasile                                                               | Amichevole                                                            | -                                                                     |                                                                       |
| 27-3-2018                                                             | San Pietroburgo                                                       | Russia                                                                | 1 – 3                                                                 | Francia                                                               | Amichevole                                                            | -                                                                     |                                                                       |
| 30-5-2018                                                             | Innsbruck                                                             | Austria                                                               | 1 – 0                                                                 | Russia                                                                | Amichevole                                                            | -                                                                     |                                                                       |
| 5-6-2018                                                              | Mosca                                                                 | Russia                                                                | 1 – 1                                                                 | Turchia                                                               | Amichevole                                                            | -                                                                     |                                                                       |
| 14-6-2018                                                             | Mosca                                                                 | Russia                                                                | 5 – 0                                                                 | Arabia Saudita                                                        | Mondiali 2018 - Fase a gironi                                         | -                                                                     |                                                                       |
| 19-6-2018                                                             | San Pietroburgo                                                       | Russia                                                                | 3 – 1                                                                 | Egitto                                                                | Mondiali 2018 - Fase a gironi                                         | -                                                                     |                                                                       |
| 25-6-2018                                                             | Samara                                                                | Russia                                                                | 0 – 3                                                                 | Uruguay                                                               | Mondiali 2018 - Fase a gironi                                         | -                                                                     |                                                                       |
| 1-7-2018                                                              | Mosca                                                                 | Russia                                                                | 1 – 1 (4-3 dtr)                                                       | Spagna                                                                | Mondiali 2018 - Ottavi di finale                                      | -                                                                     |                                                                       |
| 7-7-2018                                                              | Soči                                                                  | Russia                                                                | 2 – 2 (3-4 dtr)                                                       | Croazia                                                               | Mondiali 2018 - Quarti di finale                                      | -                                                                     |                                                                       |
| 7-9-2018                                                              | Trebisonda                                                            | Turchia                                                               | 1 – 2                                                                 | Russia                                                                | UEFA Nations League 2018-2019                                         | -                                                                     |                                                                       |
| 10-9-2018                                                             | Rostov sul Don                                                        | Russia                                                                | 5 – 1                                                                 | Rep. Ceca                                                             | Amichevole                                                            | -                                                                     |                                                                       |
| 11-10-2018                                                            | Kaliningrad                                                           | Russia                                                                | 0 – 0                                                                 | Svezia                                                                | UEFA Nations League 2018-2019                                         | -                                                                     |                                                                       |
| 14-10-2018                                                            | Soči                                                                  | Russia                                                                | 2 – 0                                                                 | Turchia                                                               | UEFA Nations League 2018-2019                                         | -                                                                     |                                                                       |
| 15-11-2018                                                            | Lipsia                                                                | Germania                                                              | 3 – 0                                                                 | Russia                                                                | Amichevole                                                            | -                                                                     |                                                                       |
| 20-11-2018                                                            | Solna                                                                 | Svezia                                                                | 2 – 0                                                                 | Russia                                                                | UEFA Nations League 2018-2019                                         | -                                                                     |                                                                       |
| 21-3-2019                                                             | Bruxelles                                                             | Belgio                                                                | 3 – 1                                                                 | Russia                                                                | Qual. Euro 2020                                                       | -                                                                     |                                                                       |
| 24-3-2019                                                             | Astana                                                                | Kazakistan                                                            | 0 – 4                                                                 | Russia                                                                | Qual. Euro 2020                                                       | -                                                                     |                                                                       |
| 8-6-2019                                                              | Saransk                                                               | Russia                                                                | 9 – 0                                                                 | Russia                                                                | Qual. Euro 2020                                                       | -                                                                     |                                                                       |
| 11-6-2019                                                             | Nižnij Novgorod                                                       | Russia                                                                | 1 – 0                                                                 | Cipro                                                                 | Qual. Euro 2020                                                       | -                                                                     |                                                                       |
| 6-9-2019                                                              | Glasgow                                                               | Scozia                                                                | 1 – 2                                                                 | Russia                                                                | Qual. Euro 2020                                                       | -                                                                     |                                                                       |
| 9-9-2019                                                              | Kaliningrad                                                           | Russia                                                                | 1 – 0                                                                 | Kazakistan                                                            | Qual. Euro 2020                                                       | -                                                                     |                                                                       |
| 10-10-2019                                                            | Mosca                                                                 | Russia                                                                | 4 – 0                                                                 | Scozia                                                                | Qual. Euro 2020                                                       | -                                                                     |                                                                       |
| 13-10-2019                                                            | Nicosia                                                               | Cipro                                                                 | 0 – 5                                                                 | Russia                                                                | Qual. Euro 2020                                                       | -                                                                     |                                                                       |
| 16-11-2019                                                            | San Pietroburgo                                                       | Russia                                                                | 1 – 4                                                                 | Belgio                                                                | Qual. Euro 2020                                                       | -                                                                     |                                                                       |
| 19-11-2019                                                            | Serravalle                                                            | San Marino                                                            | 0 – 5                                                                 | Russia                                                                | Qual. Euro 2020                                                       | -                                                                     |                                                                       |
| 3-9-2020                                                              | Mosca                                                                 | Russia                                                                | 3 – 1                                                                 | Serbia                                                                | UEFA Nations League 2020-2021 - 1º turno                              | -                                                                     |                                                                       |
| 6-9-2020                                                              | Budapest                                                              | Ungheria                                                              | 2 – 3                                                                 | Russia                                                                | UEFA Nations League 2020-2021 - 1º turno                              | -                                                                     |                                                                       |
| 8-10-2020                                                             | Mosca                                                                 | Russia                                                                | 1 – 2                                                                 | Svezia                                                                | Amichevole                                                            | -                                                                     |                                                                       |
| 11-10-2020                                                            | Mosca                                                                 | Russia                                                                | 1 – 1                                                                 | Turchia                                                               | UEFA Nations League 2020-2021 - 1º turno                              | -                                                                     |                                                                       |
| 14-10-2020                                                            | Mosca                                                                 | Russia                                                                | 0 – 0                                                                 | Ungheria                                                              | UEFA Nations League 2020-2021 - 1º turno                              | -                                                                     |                                                                       |
| 12-11-2020                                                            | Chișinău                                                              | Moldavia                                                              | 0 – 0                                                                 | Russia                                                                | Amichevole                                                            | -                                                                     |                                                                       |
| 15-11-2020                                                            | Istanbul                                                              | Turchia                                                               | 3 – 2                                                                 | Russia                                                                | UEFA Nations League 2020-2021 - 1º turno                              | -                                                                     |                                                                       |
| 18-11-2020                                                            | Belgrado                                                              | Serbia                                                                | 5 – 0                                                                 | Russia                                                                | UEFA Nations League 2020-2021 - 1º turno                              | -                                                                     |                                                                       |
| 24-3-2021                                                             | Attard                                                                | Malta                                                                 | 1 – 3                                                                 | Russia                                                                | Qual. Mondiali 2022                                                   | -                                                                     |                                                                       |
| 27-3-2021                                                             | Soči                                                                  | Russia                                                                | 2 – 1                                                                 | Slovenia                                                              | Qual. Mondiali 2022                                                   | -                                                                     |                                                                       |
| 30-3-2021                                                             | Trnava                                                                | Slovacchia                                                            | 2 – 1                                                                 | Russia                                                                | Qual. Mondiali 2022                                                   | -                                                                     |                                                                       |
| 1-6-2021                                                              | Breslavia                                                             | Polonia                                                               | 1 – 1                                                                 | Russia                                                                | Amichevole                                                            | -                                                                     |                                                                       |
| 5-6-2021                                                              | Mosca                                                                 | Russia                                                                | 1 – 0                                                                 | Bulgaria                                                              | Amichevole                                                            | -                                                                     |                                                                       |
| 12-6-2021                                                             | San Pietroburgo                                                       | Russia                                                                | 0 – 3                                                                 | Belgio                                                                | Euro 2020 - Fase a gironi                                             | -                                                                     |                                                                       |
| 16-6-2021                                                             | San Pietroburgo                                                       | Russia                                                                | 1 – 0                                                                 | Finlandia                                                             | Euro 2020 - Fase a gironi                                             | -                                                                     |                                                                       |
| 21-6-2021                                                             | Copenaghen                                                            | Danimarca                                                             | 4 – 1                                                                 | Russia                                                                | Euro 2020 - Fase a gironi                                             | -                                                                     |                                                                       |
| 1-9-2021                                                              | Mosca                                                                 | Russia                                                                | 0 – 0                                                                 | Croazia                                                               | Qual. Mondiali 2022                                                   | -                                                                     |                                                                       |
| 4-9-2021                                                              | Nicosia                                                               | Cipro                                                                 | 0 – 2                                                                 | Russia                                                                | Qual. Mondiali 2022                                                   | -                                                                     |                                                                       |
| 7-9-2021                                                              | Mosca                                                                 | Russia                                                                | 2 – 0                                                                 | Malta                                                                 | Qual. Mondiali 2022                                                   | -                                                                     |                                                                       |
| 8-10-2021                                                             | Kazan'                                                                | Russia                                                                | 1 – 0                                                                 | Slovacchia                                                            | Qual. Mondiali 2022                                                   | -                                                                     |                                                                       |
| 11-10-2021                                                            | Maribor                                                               | Slovenia                                                              | 1 – 2                                                                 | Russia                                                                | Qual. Mondiali 2022                                                   | -                                                                     |                                                                       |
| 11-11-2021                                                            | San Pietroburgo                                                       | Russia                                                                | 6 – 0                                                                 | Cipro                                                                 | Qual. Mondiali 2022                                                   | -                                                                     |                                                                       |
| 14-11-2021                                                            | Spalato                                                               | Croazia                                                               | 1 – 0                                                                 | Russia                                                                | Qual. Mondiali 2022                                                   | -                                                                     |                                                                       |
| Totale                                                                |                                                                       | Presenze                                                              | 664                                                                   |                                                                       | Reti                                                                  |                                                                       |                                                                       |